# Синьодзьоб червоноголовий
Синьодзьо́б червоноголовий (Spermophaga ruficapilla) — вид горобцеподібних птахів родини астрильдових (Estrildidae). Мешкає в Центральній і Східній Африці.

## Опис
Довжина птаха становить 13-14 см, вага 21-26 г. Виду притаманний статевий диморфізм. У самців голова, шия, горло, груди і боки яскраво-червоні. місцями блискучі. Верхні покривні пера хвоста чорнувато-червоні. Решта тіла чорна. Самиці мають менш яскраве забарвлення, голова і нижня частина тіла у них мають оранжевий відтінок, живіт білуватий, поцяткований чорними плямами. Дзьоб великий, сріблясто-сірий, з червоним кінчиком і краями. Лапи коричневі або оливково-коричневі.

## Підвиди
Виділяють два підвиди:
- S. r. ruficapilla (Shelley, 1888) — від південного сходу ЦАР. південного Судану і Уганди до Кенії, західної Танзанії, півдня ДР Конго і півночі Анголи;
- S. r. cana (Friedmann, 1927)[5] — гори Усамбара (північний схід Танзанії).

## Поширення і екологія
Червоноголові синьодзьоби мешкають в Центральноафриканській Республіці, Демократичній Республіці Конго, Анголі, Південному Судані, Уганді, Руанді, Бурунді, Кенії і Танзанії. Вони живуть в чагарниковому підліску вологих тропічних лісах та на порослих травою і чагарниками галявинах, іноді в садах і на плантаціях. Зустрічаються поодинці, парами, іноді невеликими сімейними зграйками до 6 птахів, на висоті до 2000 м над рівнем моря. Живляться переважно насінням трав, іноді також комахами, зокрема термітами.
Сезон розмноження припадає на другу половину сезону дощів, в Анголі він триває з лютого по травень, в горах Ітомбве в ДР Конго з жовтня по вересень. Гніздо має кулеподібну або куполоподібну форму, будується парою птахів з рослинних волокон, встелюється мохом і пір'ям, розміщується в густій рослинності. В кладці 3-4 білих яйця. Інкубаційний період триває 14-16 днів, насиджують та доглядають за пташенятами і самиці, і самці. Пташенята покидають гніздо через 20 днів після вилуплення, однак залишаються разом з батьками ще 2-3 тижні.